# 第七号海防艦
第七号海防艦（だいななごうかいぼうかん）は、日本海軍の海防艦。第一号型海防艦（丙型）の4番艦。大東亜戦争において輸送船団を護衛中に撃沈された。

## 艦歴

### 計画-竣工-練成
マル戦計画の海防艦丙、第2401号艦型の4番艦、仮称艦名第2404号艦として計画。1943年10月23日、日本鋼管株式会社鶴見造船所で仮称艦名第2403号艦と同日に起工。12月22日、第七号海防艦と命名されて第一号型海防艦の4番艦に定められ、本籍を呉鎮守府と仮定。
1944年1月18日、進水。2月1日、艤装員事務所が日本鋼管鶴見造船所内で事務を開始。3月10日竣工し、艤装員事務所を撤去。本籍を呉鎮守府に、役務を呉鎮守府警備海防艦にそれぞれ定められ、呉防備戦隊に編入。基礎術力練成教育に従事。

### 1944年4月-8月 第一海上護衛隊
1944年4月18日、海上護衛総司令部第一海上護衛隊に編入。4月24日から28日まで佐伯湾と別府湾で、大鷹に分乗する第九三一海軍航空隊機の訓練に警戒艦として参加。訓練終了後は大鷹とともに門司へ回航し、ヒ61船団の編成を待つ。
5月3日、ヒ61船団（11隻）を護衛して門司発。7日からは第5号海防艦とともに対潜制圧を行いつつ経由地のマニラへ向かい、10日マニラ着。12日、引き続きヒ61船団を護衛してシンガポールへ向けマニラ発。17日、シンガポールの手前で船団から離れて対潜掃蕩を実施し、船団本隊から1日遅れの19日にシンガポールへ入港。23日、復航のヒ62船団（8隻）を護衛してシンガポール発。28日、本艦は機械故障をおこした特設運送船神鳳丸に付き添うこととなり、第5号海防艦、第13号海防艦とともに船団から分離し、船団本隊より1日遅れの30日にマニラへ入港した。
6月1日、引き続きヒ62船団を護衛して門司へ向けマニラ発。3日、本艦はヒ65船団の増援としてヒ62船団から分離し、左営沖で警泊。4日、高雄を出港したヒ65船団と合同しシンガポールへ向かい、12日シンガポール着。17日、復航ヒ66船団（4隻）を護衛して内地へ向けシンガポール発。26日、門司着。27日に呉へ回航し、30日まで整備を行う。整備後、門司へ回航。
7月1日、再び呉へ回航し、9日まで呉海軍工廠で船体機関の整備を行う。整備後門司へ回航し、ヒ69船団の編成を待つ。13日、ヒ69船団（14隻）を護衛して門司発。20日、経由地のマニラに入港。25日、引き続きヒ69船団を護衛してシンガポールへ向けマニラ発。31日、シンガポール着。
8月10日、シミ08船団（12隻）を護衛してミリへ向けシンガポール発。14日、ミリ着。16日、ミ12船団（13隻）を護衛して内地へ向けミリ発。20日、マニラ入港目前で同船団が損害を受けたため、21日から22日までコレヒドール島沖で第28号海防艦と協同して対潜掃蕩に従事し、22日マニラに入港。28日、マモ02船団を護衛して内地へ向けマニラ発。30日、中継地の高雄に入港。

### 1944年9月-11月 第十一海防隊-沈没
1944年9月3日、本艦は高雄で編成中のタマ25船団の護衛に割り当てられることとなった。5日、第一海上護衛隊隷下に新編された第十一海防隊に編入。同日、タマ25船団（11隻）を護衛して高雄発。6日、船団がアメリカ潜水艦の攻撃により損害を出したため、東港に退避。8日、引き続きタマ25船団を護衛してマニラへ向け東港発。9日、船団が再び損害を出したため、10日ラボック湾に退避。11日ラボック湾を出港したが、ビサヤ諸島が12日にアメリカ艦上機の空襲を受けていたため、マニラ直行をとりやめて13日にスービック湾で仮泊。14日にはサンタクルスへ退避することとなった。17日、アメリカ艦上機によるビサヤ諸島に対する空襲が終わったためスービック湾へ向けサンタクルスを出港し、同日スービック湾に入港。18日に同湾を出港し、同日マニラに到着した。20日、マタ27A船団（6隻）を護衛して高雄へ向けマニラ発。21日、スービック湾沖でアメリカ艦上機の空襲を受け、対空戦闘を行う。この空襲で船団は全滅してしまい、本艦は戦死者3名を出し、僚艦の第5号海防艦は被爆して沈没した。同日、残された護衛艦艇はサンタクルスに退避。その後は22日サンフェルナンド、23日ラボック湾と避泊を繰り返した。本艦は24日に僚艦から分離し、同日高雄に入港した。29日、タモ26船団（9隻）を護衛して基隆へ回航。30日、内地へ向け基隆発。
10月6日、門司着。7日から18日まで呉海軍工廠で入渠し、修理を行う。18日門司へ回航し、モマ06船団の編成を待つ。22日、モマ06船団（11隻）を護衛してマニラへ向け門司発。船団は2隻を失い1隻が離脱しながらも27日基隆に入港し、31日高雄着。
11月1日、引き続きモマ06船団を護衛してマニラへ向け高雄発。途中サブタン島とサンタクルスを経由し、9日マニラ着。12日、マタ32船団を護衛して高雄へ向けマニラ発。14日、ルソン島ビガン西方北緯17度45分 東経117度55分 / 北緯17.750度 東経117.917度の地点でアメリカ潜水艦レイの攻撃を受け、被雷し轟沈した。海防艦長の横田徳次郎少佐以下乗員162名が戦死した。
1945年1月10日、第七号海防艦は第十一海防隊と第一号型海防艦から削除され、帝国海防艦籍から除かれた。

## 海防艦長
艤装員長
1. 嶋田末次 大尉：1944年1月30日 - 1944年3月10日

海防艦長
1. 嶋田末次 大尉/少佐：1944年3月10日 - 1944年9月3日
2. 横田徳次郎 少佐：1944年9月3日 - 1944年11月14日 戦死、同日付任海軍中佐